# 桂林东站

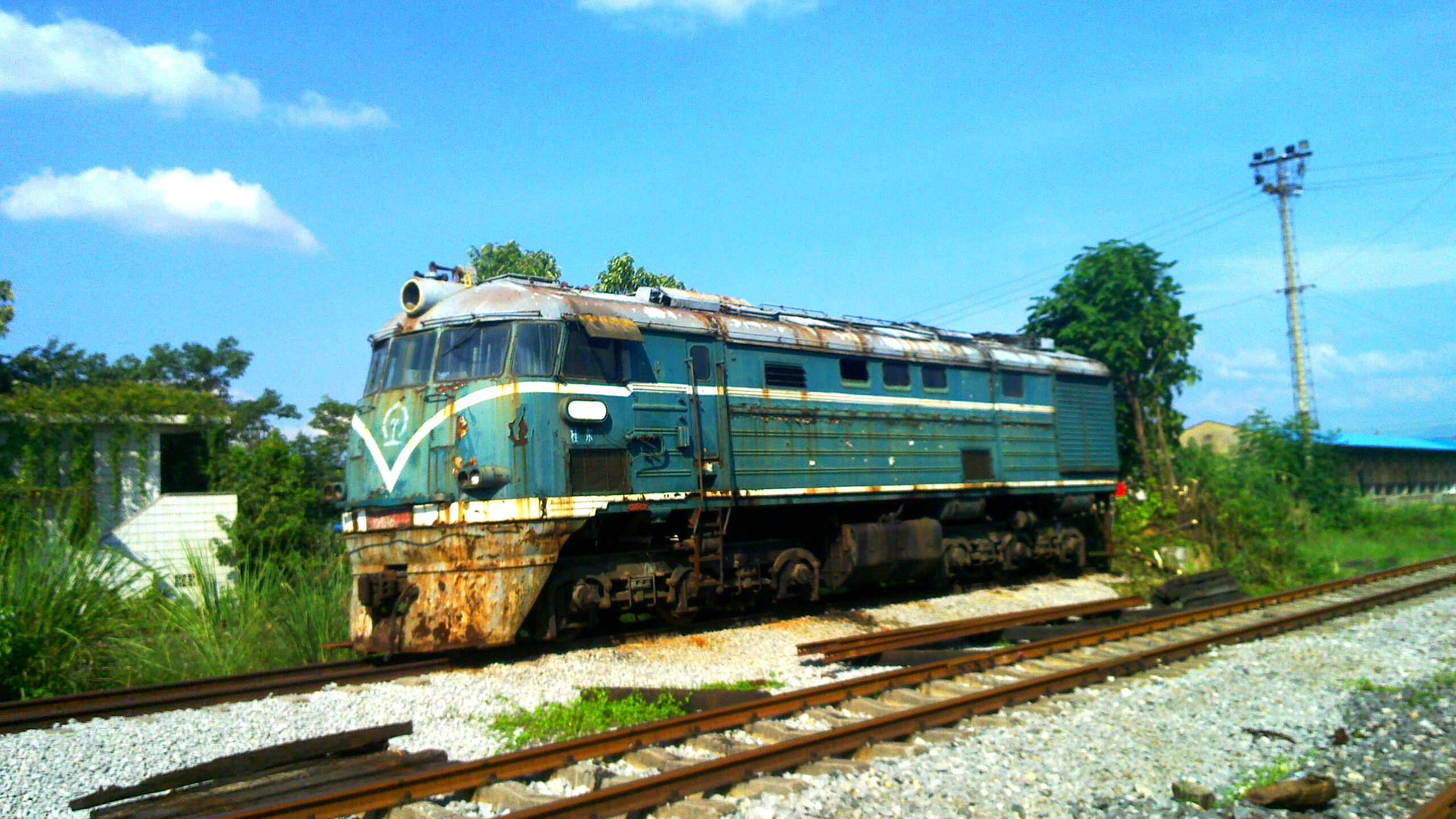
停放在桂林火车东站的东风型1846号机车

桂林东站为桂海铁路车站，位于中国广西壮族自治区桂林市七星区东站路，桂海铁路12.03千米处，距桂林南站8.4千米，距大圩站9.16千米。该站只承担货运，不承担客运。

## 历史
1974年2月，为开发桂林市东部经济，广西壮族自治区投资60万元，开设桂林东站，设有2股道和卸煤线等。

## 现状
目前火车东站设有5股道，2009年之后由南宁铁路局管辖。2014年桂林东站停办货运业务，改作为“东旺物流园”使用，但是站内的股道并未被撤除。目前路线状况不佳，铁路两侧杂草相掩，轨道锈蚀情况较严重。
桂林东站至大圩镇东岸菜园村铁路尽头的线路实际已废弃。

## 机车
在归属广西地方铁路管辖期间，桂林东站先后配属建设型蒸汽机车和东风型柴油机车各两台以及一台GKD1型柴油机车，以之作为自备机车。其中一台标记“桂东”字样的东风型柴油机车废弃在桂林东站直至2017年10月被南宁铁路局出售。而GKD1型柴油机车在被南宁铁路局接收后，调往柳州机务段本部作为调车机车使用，后被封存。
在被南宁铁路局接管后直至改做为东旺物流园这一期间，桂林东站的调车任务由南宁铁路局柳州机务段桂林运用车间的东风5型柴油机车负责。